# Інститут сільського господарства Північного Сходу НААН України
Інститут сільського господарства Північного Сходу НААН України — одна з найстаріших наукових установ України, заснована в 1905 році. Розташована в селі Сад (Сумський район, Сумська область).

## Історія
Інститут сільського господарства Північного Сходу НААН України є однією з найстаріших сільськогосподарських науково-дослідних установ України. Він був організований у 1905 році при Сумському сільськогосподарському училищі під назвою Сумська сільськогосподарська дослідна станція і на той час мав дослідне поле 8 десятин (рішення Харківського губернського земства від 3 жовтня 1904 року).
З 1905 по 1910 роки на станції вивчались ефективність різних видів парів і парових обробітків ґрунту, використання гною і мінеральних добрив. Для ведення досліджень вона вже мала 65 га землі. З 1910 по 1930 роки проводились систематичні дослідження по удосконаленню окремих елементів технології вирощування сільськогосподарських культур, розробці і впровадженню в практику сільського господарства найдосконаліших прийомів використання усіх видів добрив. Протягом 1929—1931 років станцію очолював Гіренко Андрій Павлович.
В 1930 році станція була реорганізована в опорний пункт Українського науково-дослідного інституту зернового господарства, а в березні 1934 року знову відновила свою діяльність як дослідна станція і була підпорядкована Всесоюзному науково-дослідному інституту добрив, агротехніки і ґрунтознавства. Площа земельних угідь була збільшена до 524 га. З цього часу наукові співробітники станції стали вивчати і розробляти агробіологічні основи системи удобрення в зернобуряковій сівозміні.
Докорінні зміни в змісті і направленні роботи станції відбулися в 1956 році, коли вона була реорганізована в державну комплексну сільськогосподарську дослідну станцію. На неї покладалися завдання розробки і опрацювання прогресивних технологій та забезпечення відповідними рекомендаціями господарств стосовно регіональних природно-економічних умов, надання допомоги працівникам сільськогосподарського виробництва по питаннях рослинництва, тваринництва, механізації тощо, організації насінницької і племінної роботи, ведення сільськогосподарської пропаганди і ознайомлення фахівців з досягненнями науки і передового досвіду. Було визначено доцільним створити дослідні господарства, які повинні були стати взірцем ведення землеробства і тваринництва, високої продуктивності праці і зниження собівартості продукції, забезпечення господарств області елітним насінням, племінним молодняком сільськогосподарських тварин.
Згідно з постановою Президії Української академії аграрних наук від 19 вересня 2001 року (протокол № 18) і наказом Президента Української академії аграрних наук від 5 жовтня 2001 року № 87 Сумська державна сільськогосподарська дослідна станція була реорганізована в Сумський інститут агропромислового виробництва.
Пізніше Сумський інститут агропромислового виробництва був реорганізований в Інститут сільського господарства Північного Сходу НААН України.

## Діяльність
Інформаційно-консультативна робота, розпочата на станції з першого року роботи, заключалась в наступному: щорічне видання наукових праць і коротких звітів, бюлетенів про результати науково-дослідних робіт, видання плакатів, популярних брошур, настанов і рекомендацій, доповідей на різних з'їздах і агрономічних нарадах, конференціях, виступах перед сільськогосподарськими виробниками, виробництво і розповсюдження сортового насіння сільськогосподарських культур, проведення екскурсій, надання консультацій, організація та участь в сільськогосподарських виставках. З роками вона удосконалювалась в напрямку більш широкого охоплення товаровиробників регіону.
Нині Інститут сільського господарства Північного Сходу є головною установою Центру наукового забезпечення АПВ Сумської області, виконує науково-дослідну роботу по основним пріоритетним напрямкам, проводить випробування, трансфер і освоєння інновацій в господарствах області, а також інформаційно-консультаційне забезпечення, сільськогосподарське дорадництво та інноваційний провайдинг.
За роки роботи інституту його фахівцями виведено цілу низку сортів гречки та злакових трав.